# Paar (Donau)
Die etwa 134 Kilometer lange Paar ist ein rechter Nebenfluss der Donau in Bayern (Deutschland).

## Namensherkunft

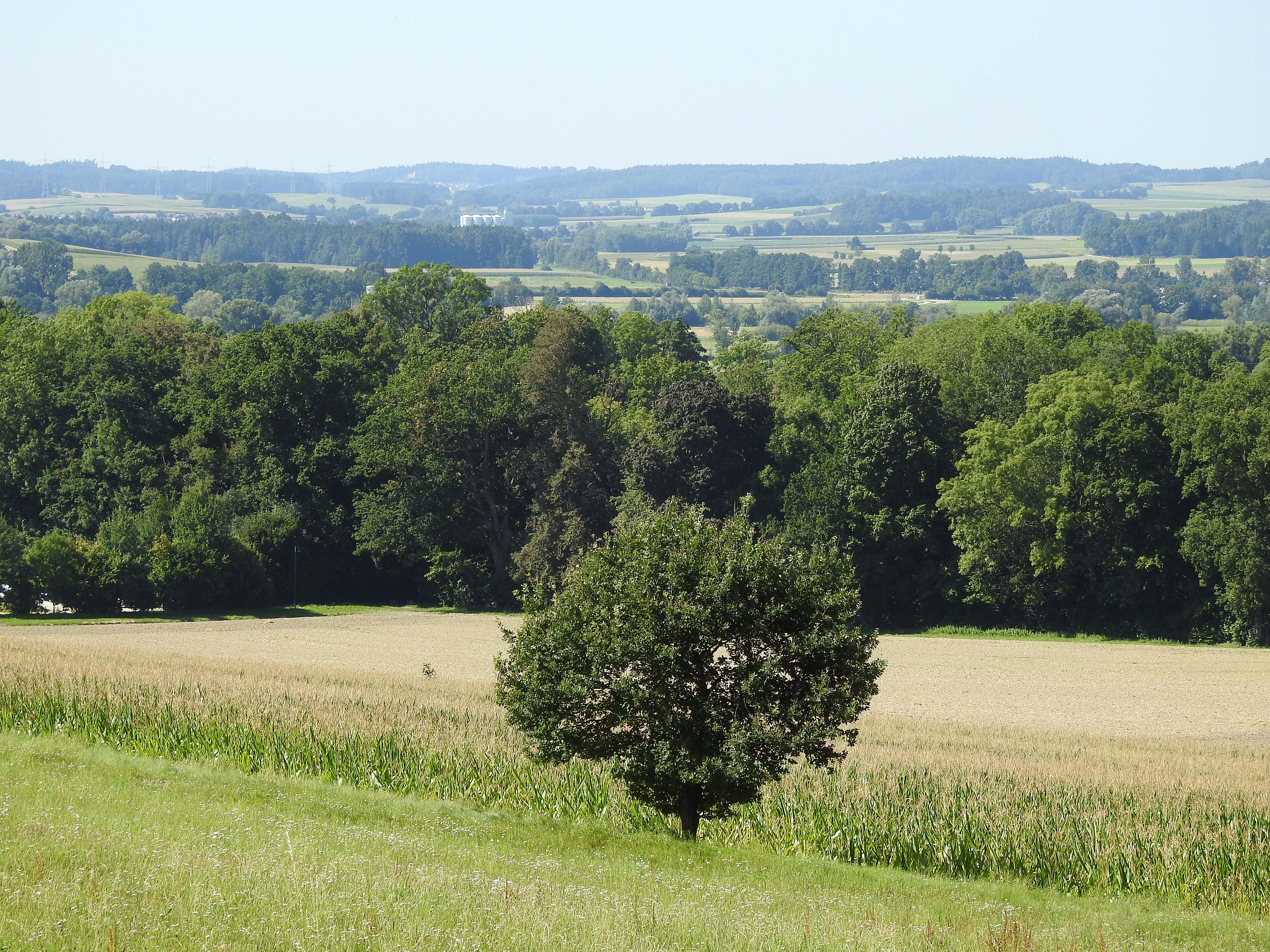
Paartal bei Aichach

Die ersten schriftlichen Belege des Flusses sind Baraha (1141) und apud Parram (1171–1203).
Die Herkunft des Namens ist unsicher. Er könnte sich vom indogermanischen Verb *bʰer- ableiten, das so viel wie „aufwallen, sich heftig bewegen, kochen“ bedeutet. Nach dem Namenforscher Hans Bahlow geht der Name auf das Wort *bar für „Sumpfwasser“ zurück, welches mit dem slawischen *bara (vgl. slowenisch barjè „Morast, Sumpf“) urverwandt ist
Albrecht Greule hat jedoch die Hypothese aufgestellt, der Name leite sich von dem verödeten Keltenoppidum Manching ab. Er rekonstruiert einen vordeutschen Flussnamen *Barrā, welcher sich vom keltischen Wort *barro- mit der Bedeutung „Hügel, Gipfel“ ableiten könnte und möglicherweise der Name des Oppidums gewesen war. Da Manching an der alten Mündung der Paar liegt, wäre der Ortsname auf den gesamten Fluss Paar übertragen worden.
Denkbar wäre ebenfalls eine vierte Etymologie, dass nämlich der Name aus der fränkischen Verwaltung stammen könnte. Im Schwarzwald gab es im frühen Mittelalter Gebietskörperschaften, die „Baaren“ hießen und zur Kontrolle des Steuereinkommens in der Region gebildet worden sind. Daraus entstanden nach dem Untergang des selbstständigen Herzogtums Alemannien in fränkischer Zeit Grafschaften. Es wäre denkbar, dass auch die verschiedenen anderen Ortschaften mit Namen „Baar“ oder „Paar“, von denen es in Oberbayern und Bayerisch-Schwaben (z. B. Paar bei Aichach und Baar bei Rain) sowie in der Schweiz und in Frankreich (Bar-Le-Duc) einige gibt, Verwaltungsmittelpunkte des frühen Mittelalters waren. Im Fall der Paar passt zu dieser Deutung, dass der Reichertshofener Heimatforscher Gerhard Krahn ein Wegenetz aus römischer oder sogar vorrömischer Zeit rekonstruiert hat, das beim Paarübergang von Baar – dem letzten vor der Einmündung der Paar in die Donau – zu einer Kreuzung zusammenlief. Auch in diesem Falle wäre also wieder der Name einer wichtigen Siedlung im Mündungsbereich des Flusses auf den gesamten Fluss übertragen worden.

## Geographie

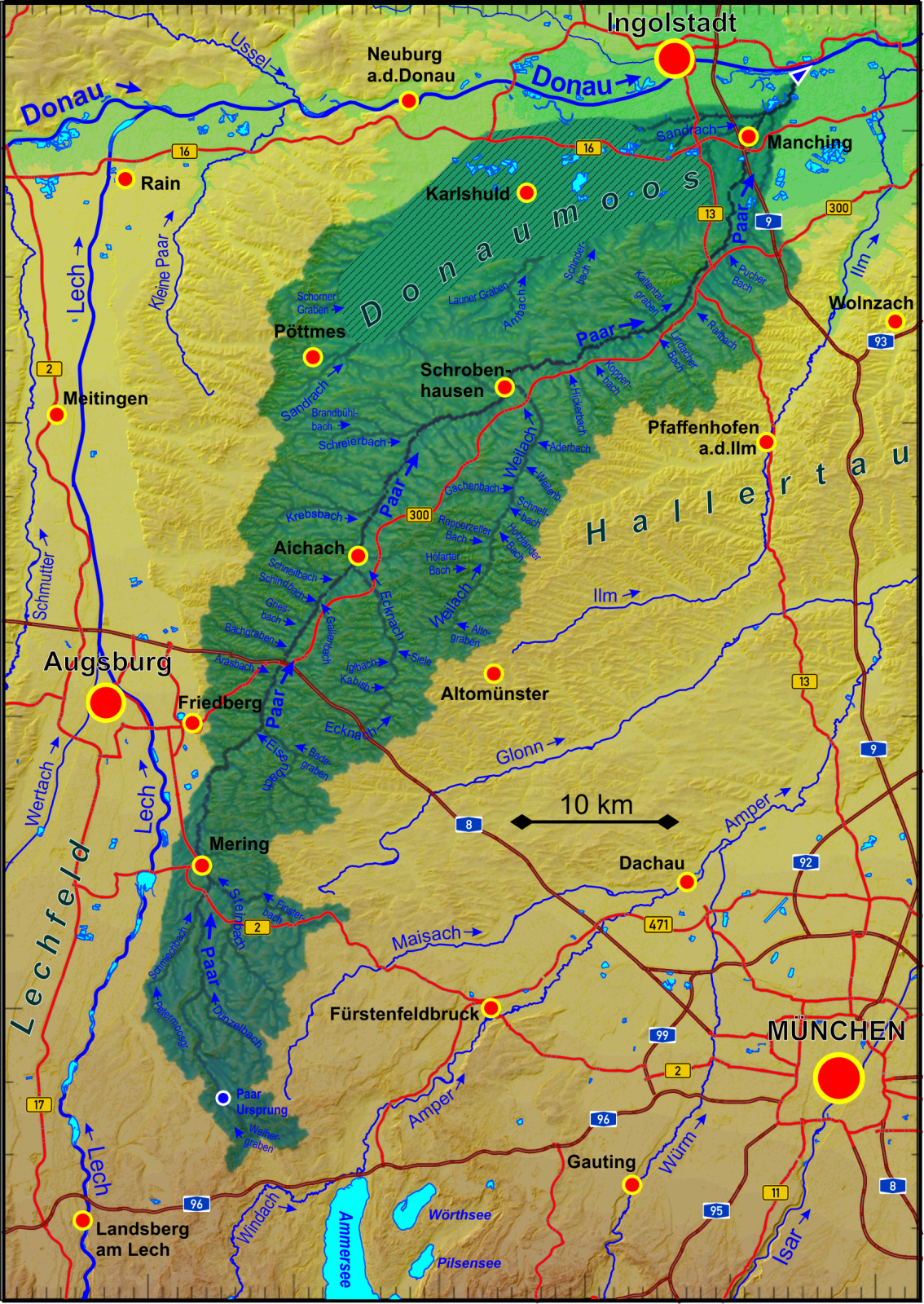
Einzugsgebiet der Paar

### Verlauf
Der Fluss entspringt in einem Endmoränengürtel nördlich des Ammersees nahe dem Schloss Kaltenberg und fließt dann über Walleshausen nach Egling und erreicht bei Mering das Lechfeld.
Die Paar mündet jedoch nicht in den Lech, sondern verlässt bei Friedberg-Ottmaring das Lechtal mit einer Biegung nach Nordosten. Dieser Paardurchbruch ist durch rückschreitende Erosion entstanden. Bis vor etwa 10.000 Jahren war die Friedberger Ach der Unterlauf der Paar, und die heutige untere Paar hatte ihre Quelle bei Ottmaring (siehe auch Flussanzapfung).
Nach dem Durchbruch verläuft die Paar weiter durch das Hügelland zwischen Donau und Isar, welches hier mit historischer Bezeichnung „Wittelsbacher Land“ genannt wird. Bei Dasing unterquert sie die Bundesautobahn 8. Die beiden größten Städte in ihrem weiteren Verlauf sind Aichach und Schrobenhausen. Bei Reichertshofen tritt die Paar in das Ingolstädter Becken ein, wo sie bei Manching die Bundesautobahn 9 unterquert und kurz darauf die Auwälder der Donau erreicht.
Die Paar mündete ursprünglich gegenüber von Großmehring in der Nähe von Vohburg in die Donau. Regulierungen haben diese ursprüngliche Mündung jedoch verändert. Die Paar wird aus Hochwasserschutzgründen parallel zur Donau geführt, passiert das Kraftwerk Irsching und mündet erst bei Vohburg, etwa 6 km unterhalb der ursprünglichen Mündung, in die Donau.

### Einzugsgebiet
Die Paar entwässert einen meist nur 10 bis 20 km breiten Landschaftsstreifen südlich der Donau, der im Westen von den Einzugsgebieten des Lechs und der Kleinen Paar und im Osten von den Einzugsgebieten der Amper und der Ilm begrenzt wird. Auch das Donaumoos gehört weitgehend zum Einzugsgebiet der Paar.
Die Paar wird unter anderen vom Steinach, vom Eisenbach, von der in Aichach mündenden Ecknach, dem Krebsbach, der in Schrobenhausen mündenden Weilach und nach Markt Manching von der Sandrach gespeist, dem letzten der größeren Zuflüsse.

### Zuflüsse
Liste der Zuflüsse von der Quelle zur Mündung. Auswahl.
- Weihergraben, von rechts nach Kaltenberg
- Hauserbach, von rechts vor Walleshausen
- Fehlbach, nach und von rechts in Walleshausen
- Beerenmoosgraben, von rechts am Ortsende von Walleshausen
- Stiegelwiesengraben, von rechts an der Kläranlage vor Wabern
- Fehlbach, nach und von rechts in Wabern
- Dünzelbach, von rechts am Ortsende von Egling an der Paar
- Schmiechach, von links in den linken Paar-Zweig am Ortseingang von Merching
- Steinbach oder Steinach, von rechts am Ortseingang von Mering
- Hörlgraben, von rechts in Mering
- Moosbach, von rechts zwischen Ottomühl und Kissing
- Wiesgraben, von rechts nahe Mergenthau
Etwa hier wendet sich die Paar auf Nordostlauf.
- Weggraben, von rechts in Ottmaring
- Weihergraben, von links nach der Griesbachmühle von Friedberg
- Eisenbach, von rechts vor Harthausen
- Wessiszellbach, von rechts an der Brünnenmühle
- Altgraben, von links gleich nach dem vorigen vor Dasing; langer Auengraben, nimmt zuvor von links bei Paar den Auerwiesenbach auf
- Unterzeller Bach, von links am Ortsende von Dasing
- Arasbach, von links an der Kläranlage von Dasing
- Laimeringer Graben, von rechts gegenüber der Kläranlage von Dasing
- Bachgraben, von links nahe bei Taiting
- Griesbach, von links bei Obergriesbach
- Gallenbach, von rechts gegenüber Sulzbach
- Schindbach, von links nach der Tränkmühle
- Flutkanal, von rechts am unteren Ortsende von Unterschneitbach; Auengraben, geht nach dem vorigen nach rechts ab und nimmt den Mühlangergraben von rechts auf
- Ecknach, von rechts am Ortsrand von Aichach
- Flutgraben, von links in Algertshausen; gemeinsamer Unterlauf zweier Flugräben aus der linken Paar- und aus der linken Ecknach-Aue
- Griesbach, von rechts gleich nach dem vorigen in Aichach
- Tradtwiesengraben, von rechts gegenüber Walchshofen
- Krebsbach, von links gegenüber dem vorigen aus Walchshofen
- Weiherbach, von links nach der Oedmühle von Markt Kühbach
- Kühbächlein, von rechts vor Paar
- (Zufluss aus dem Bannholz), von links bei Radersdorf
- Flutkanal, von rechts am unteren Ortsende von Unterbernbach; geht zuvor am oberen Ortsende nach rechts ab und nimmt den Hackengraben auf
- Boschwiesengraben, von rechts
- Stockensauer Graben, von rechts
- Mooswiesengraben, von rechts
- Schreierbach, von links
- Moosgraben, von links bei Hörzhausen
- Paar, von rechts am Ortsanfang von Schrobenhausen; mäanderreicher Altlauf durch die Rote Au, geht nach Hörzhausen von rechts vom begradigten Lauf ab
- Weilach, von rechts in Schrobenhausen
- (Auengraben), von links am Ortsende von Schrobenhausen; setzt schon vor Schrobenhausen ein und durchläuft den östlichen Graben der alten Stadtbefestigung
- Hickerbach, von rechts vor Waidhofen
- Bachgraben, von rechts in Waidhofen
- (Unterlauf des Koppenbachs), von rechts nach Waidhofen
- (Bach aus Richtung Seelhof), von rechts
- Paar, von rechts in Hohenwart; Altlaufrest
- (Zufluss), von rechts nach der Hochstattmühle
- Paar, von links vor der Merxmühle; Durchstich der Flussschleife, die an der Hochstattmühle vorbeiführt
- Lindacher Bach, von rechts bei Englmannszell
- (Zufluss aus der Schellenlohe), von rechts nach Weichenried
- (Auenbach), von links an Schwaig vorbei
- (Auenbach), von links von Schwaig her
- Raitbach, von rechts bei Unterkreut
- Kaltentalgraben, von links bei Freinhausen
- Gießbach, von rechts an der Mühle von Freinhausen
- Gabelbach, am Unterlauf Weiherbach, von rechts gegenüber Starkertshofen
- (Unterlauf des Pucher Bachs), von rechts nach Wolnhofen
- Kolbersbach, von rechts in Reichertshofen, entspringt südwestlich von Langenbruck
- Paar, von rechts am Ortseingang von Manching; Altarmschlinge, die kurz zuvor nach rechts abgeht
- Sandrach, von links nach Manching
- (Zufluss aus der Dürren Au), von rechts bei Rottmannshart
- Alte Donau, von links nach Rottmannshart; Entwässerung einer abgetrennten Donausüdschlinge auf Rottmannshart zu
- (Zufluss), von links am Ende der früheren Donauschlinge
Von hier an fließt die Paar mehr und mehr östlich.
- (Zufluss), von rechts
- Paar, von links am Kraftwerk Irsching; Mäanderlauf zwischen Donau und der heutigen Paar
- Paar, linker Teilungslauf im Bereich der Raffinerie von Vohburg
- (Auengewässer), von links kurz nach dem vorigen

### Ortschaften
Ortschaften am Lauf mit ihren Zugehörigkeiten. Nur die Namen in tiefster Einrückung bezeichnen Siedlungsanrainer.
Landkreis Landsberg am Lech
- Gemeinde Geltendorf
  - Kaltenberg (Dorf, links)
  - Walleshausen (Pfarrdorf)
  - Wabern an der Paar (Kirchdorf, überwiegend links)
- Gemeinde Egling an der Paar
  - Hattenhofen (Weiler, links)
  - Egling an der Paar (Pfarrdorf)
  - Heinrichshofen (Kirchdorf)

Landkreis Aichach-Friedberg
- Gemeinde Schmiechen
  - Plankmühle (Weiler, rechts)
  - (Siedlung an der Bahnlinie) (links)
- Gemeinde Steindorf
  - Putzmühle (Einöde, links)
- Gemeinde Merching
  - Merching (Pfarrdorf, vorwiegend rechts)
- Markt Mering
  - Mering (Pfarrdorf)
- Gemeinde Kissing
  - Ottomühl (Weiler, vorwiegend links)
  - Kissing (Pfarrdorf; Ortkern rechts, heute überwiegender Siedlungsteil Neukissing links)
- Stadt Friedberg
  - Ottmaring (Pfarrdorf, vorwiegend rechts)
  - Rederzhausen (Kirchdorf, links)
  - Hügelshart (Kirchdorf)
  - Griesbachmühle (Weiler, rechts)
  - Paar (Pfarrdorf, links)
  - Harthausen (Kirchdorf, rechts)
- Gemeinde Dasing
  - Brunnenmühle (Siedlungsplatz, vorwiegend rechts)
  - Dasing (Pfarrdorf, überwiegend links)
- Stadt Aichach
  - Neumühle (Weiler, rechts am Auenrand)
  - Unterneul oder Unterer Neulhof (Einöde, rechts am Auenrand)
- Gemeinde Obergriesbach
  - Weidach (Einöde, rechts)
  - Obergriesbach (Pfarrdorf, links am Hangfuß und darüber)
- Stadt Aichach
  - Sulzbach (Pfarrdorf, links am Hangfuß und darüber)
  - Tränkmühle (Einöde, vorwiegend rechts)
  - Unterschneitbach (Kirchdorf, links)
  - Aichach (Hauptort, rechts)
  - Algertshausen (Kirchdorf, überwiegend links)
  - Untermühle (Einöde, rechts, zusammengebaut mit Aichach)
  - Oberbernbach (Pfarrdorf, links)
  - Walchshofen (Kirchdorf, links)
- Markt Kühbach
  - Oedmühle (Einöde, links)
  - Sedlhof (Einöde, links)
  - Großhausen (Pfarrdorf, links am Hangfuß und darüber)
  - Abtismühle (Einöde, rechts)
  - Paar (Kirchdorf, rechts)
  - Radersdorf Bahnhof (Dorf, links)
  - Haslangkreit (Kirchdorf, rechts am Auenrand)
  - Unterbernbach (Pfarrdorf, links)

Landkreis Neuburg-Schrobenhausen
- Stadt Schrobenhausen
  - Hörzhausen (Pfarrdorf, links)
  - Mantelberg (Einöde, links am Hangfuß)
  - Schrobenhausen (Hauptort)
  - Mühlried (Pfarrdorf, rechts)
  - Sandhof (Einöde, links am Hangfuß)
  - Aumühle (Einöde, links)
- Gemeinde Waidhofen
  - Waidhofen (Pfarrdorf, rechts)
  - Kaifeck (Einöde, links am Hangfuß)
  - Kaifeck (Weiler, links am Hangfuß)
  - Mergertsmühle (Einöde, links am Hangfuß)
  - Wangen (Dorg, links)

Landkreis Pfaffenhofen an der Ilm
- Markt Hohenwart
  - Klosterberg (Kirchdorf, links am Auenrand und darüber)
  - Hohenwart (Hauptort, überwiegend rechts)
  - Hochstattmühle (Elektrizitätswerk, rechts)
  - Merxmühle (Einöde, rechts)
  - Englmannszell (Weiler, rechts am Hang)
  - Weichenried (Pfarrdorf, rechts)
  - Schwaig (Einöde, links vor dem Hangfuß)
- Gemeinde Pörnbach
  - Unterkreut (Einöde, rechts)
- Markt Hohenwart
  - Freinhausen (Pfarrdorf, links, mit Mühle rechts)
- Markt Reichertshofen
  - Starkertshofen (Kirchdorf, links)
  - Wolnhofen (Weiler, rechts)
  - Gotteshofen (Dorf, links)
  - Reichertshofen (Hauptort, überwiegend links)
- Gemeinde Baar-Ebenhausen
  - Baar (Pfarrdorf)
  - Ebenhausen (Pfarrdorf, links)
  - Ebenhausen-Werk (Siedlungs)
- Markt Manching
  - Pichl (Kirchdorf, links)
  - Manching (Hauptort)
  - Rottmannshart (Weiler, rechts)

Landkreis Eichstätt
- Großmehring
  - (ohne Besiedlung am Lauf)

Landkreis Pfaffenhofen an der Ilm
- Stadt Vohburg an der Donau
  - Irsching (Pfarrdorf, rechts)
  - Vohburg an der Donau (Hauptort, rechts)

## Verkehr
Im Tal der Paar verlaufen die Ammerseebahn Mering–Weilheim zwischen Kaltenberg und Mering, die Paartalbahn von Ingolstadt nach Augsburg, ein längerer Abschnitt der Bundesstraße 300 sowie der Paartalradweg, der mit einer blauen Markierung und einem stilisierten geschlängelten Flusslauf gekennzeichnet ist.

## Hochwasser
Beim Hochwasser in Süddeutschland 2024 waren durch die Paar insbesondere der Landkreis Neuburg-Schrobenhausen und Reichertshofen betroffen. Es wurde der Katastrophenfall ausgerufen.

## Film
Günter Heidemeier drehte für den Bund Naturschutz in Bayern, Kreisgruppe ND-SOB den Dokumentarfilm Die Paar, Bilder einer Flusslandschaft. Premiere war am 14. September 2003 in Schrobenhausen. Der Film basiert auf Alois Wegmanns Buch Der Lauf der Paar und seinen Diavortrag Die Paar · ein Fluss wird erwandert, von der Quelle bis zur Mündung. Peter Solfrank produzierte für den Bayerischen Rundfunk den Bericht Der Lauf der Paar.